# 2020 FB31
2020 FB31 est un objet transneptunien faisant partie des 30 objets les plus lointains connus du système solaire, il serait en résonance avec Neptune. 